# Olivier Bernhard
Olivier Bernhard (* 16. Juni 1968) ist ein ehemaliger Schweizer Duathlet, Triathlet, vielfacher Schweizermeister, Duathlon-Weltmeister (1994, 1996, 1998, 1999, 2000, 2001, 2002, 2004) und Ironman-Sieger (1998, 2000, 2002, 2003, 2004). Er wird in der Bestenliste Schweizer Triathleten auf der Ironman-Distanz geführt.

## Leben
Olivier Bernhard begann 1989 gleichzeitig mit Triathlon und Duathlon.
Bis im Jahre 1993 startete er vorwiegend über die olympische Distanz (1,5 km Schwimmen, 40 km Radfahren und 10 km Laufen). Gleichzeitig mit dem Übertritt ins Profilager wechselte Bernhard in den Triathlon-Langdistanzbereich. Er konnte in seiner aktiven Laufbahn fünf Mal den Ironman Switzerland in Zürich sowie zwischen 1994 und 2004 acht Mal den Powerman Duathlon Zofingen gewinnen.
In den Jahren 1998, 2000 und 2004 wurde er zudem Weltmeister an den offiziellen Duathlon-Weltmeisterschaften über die Langdistanz (Erster Lauf 10 km, Radstrecke 158 km, Zweiter Lauf 30 km), was ihm auch den Spitznamen „King of Zofingen“ einbrachte. Zu dieser Zeit war er Kunde des sogenannten „Doping-Arztes“ Michele Ferrari. Allerdings ist nicht ganz klar, wann genau Olivier Bernhard Kunde bei Ferrari war. Doping wurde Bernhard in seiner aktiven Zeit nicht nachgewiesen.
Im Jahre 2002 gründete Olivier Bernhard sein eigenes Unternehmen zum Athleten-Coaching.
Im September 2005 beendete Bernhard seine aktive Karriere.
Nach seiner aktiven Karriere trainierte er einige Jahre den österreichischen Elite-Triathleten Peter Schoissengeier (* 1979) sowie die Schweizer Elite-Triathletin Simone Brändli (* 1980).
Im Januar 2010 gründete Olivier Bernhard gemeinsam mit David Allemann und Caspar Coppetti die Firma On AG und war an der Entwicklung von Laufschuhen beteiligt.
Seit September 2023 ist Olivier Bernhard im Verwaltungsrat der Sensopro AG und wirkt in der Strategie und der Innovation von neuen Projekten und Produkten mit.

## Sportliche Erfolge
| Datum/Jahr   | Rang | Wettbewerb                                     | Austragungsort | Zeit     | Bemerkung |
| ------------ | ---- | ---------------------------------------------- | -------------- | -------- | --- |
| 2004         | 1    | Powerman Zofingen                              | Zofingen       | 06:26:22 | Powerman-Weltmeister auf der Langdistanz                                                                                       |
| 2002         | 1    | Powerman Zofingen                              | Zofingen       | 06:24:37 | Powerman-Weltmeister auf der Langdistanz                                                                                       |
| 2002         | 1    | Schweizer Duathlon-Meisterschaften             | Schweiz        |          | Schweizer Duathlon-Meister auf der Kurzdistanz                                                                                 |
| 3. Juni 2001 | 2    | Powerman Austria                               | Weyer          |          | |
| 2001         | 1    | Powerman Zofingen                              | Zofingen       | 06:32:09 | Powerman-Weltmeister auf der Langdistanz                                                                                       |
| 2001         | 1    | Schweizer Duathlon-Meisterschaften             | Schweiz        |          | Schweizer Duathlon-Meister auf der Kurzdistanz                                                                                 |
| 2000         | 1    | Powerman Zofingen                              | Zofingen       | 06:23:10 | Powerman-Weltmeister auf der Langdistanz                                                                                       |
| 4. Juli 1999 | 1    | Powerman Austria                               | Weyer          | 03:14:52 | 14 km Laufen, 76 km Radfahren und 7 km Laufen                                                                                  |
| 1999         | 1    | Powerman Zofingen                              | Zofingen       | 06:32:05 | Powerman-Weltmeister auf der Langdistanz                                                                                       |
| 1999         | 1    | Schweizer Duathlon-Meisterschaften Langdistanz | Schweiz        |          | Schweizer Duathlon-Meister auf der Langdistanz                                                                                 |
| 7. Juni 1998 | 1    | Powerman Zofingen                              | Zofingen       | 06:22:03 | Powerman-Weltmeister auf der Langdistanz                                                                                       |
| 1. Juni 1997 | 3    | Powerman Zofingen                              | Zofingen       | 06:36:26 | Dritter hinter dem Sieger Urs Dellsperger                                                                                      |
| 1996         | 1    | Powerman Zofingen                              | Zofingen       | 06:47:21 | Powerman-Weltmeister auf der Langdistanz                                                                                       |
| 1994         | 1    | Powerman Zofingen                              | Zofingen       | 06:19:44 | Sieg auf der Duathlon-Langdistanz und damit Powerman-Weltmeister (10 km Erster Lauf, 150 km Radstrecke und 30 km Zweiter Lauf) |

| Datum/Jahr    | Rang | Wettbewerb                                      | Austragungsort | Zeit     | Bemerkung |
| ------------- | ---- | ----------------------------------------------- | -------------- | -------- | --- |
| 17. Juli 2005 | 2    | Ironman Switzerland                             | Zürich         | 08:29:49 | |
| 6. Nov. 2004  | 2    | Ironman Florida                                 | Panama City    | 08:35:30 | Zweiter hinter dem Kanadier Tom Evans |
| 25. Juli 2004 | 1    | Ironman Switzerland                             | Zürich         | 08:16:06 | |
| 27. Juli 2003 | 1    | Ironman Switzerland                             | Zürich         | 08:27:05 | |
| 1. März 2003  | 2    | Ironman New Zealand                             | Taupō          | 08:30:02 | |
| 21. Juli 2002 | 1    | Ironman Switzerland                             | Zürich         | 08:33:00 | |
| 7. Apr. 2002  | 2    | Ironman Australia                               | Forster        | 08:26:05 | |
| 2002          | 1    | Schweizer Triathlon-Meisterschaften Langdistanz | Schweiz        |          | |
| 10. Nov. 2001 | 3    | Ironman Florida                                 | Panama City    | 08:29:57 | |
| 26. Aug. 2001 | 2    | Ironman Canada                                  | Penticton      | 08:33:23 | |
| 6. Aug. 2000  | 1    | Ironman Switzerland                             | Zürich         | 08:12:27 | persönliche Bestzeit auf der Ironman-Distanz |
| 2000          | 1    | Schweizer Triathlon-Meisterschaften Langdistanz | Schweiz        |          | |
| 4. März 2000  | 3    | Ironman New Zealand                             | Taupo          | 08:29:25 | |
| 23. Okt. 1999 | 5    | Ironman Hawaii                                  | Kailua-Kona    | 08:27:12 | Marathon Bestzeit 2:41:57 |
| 1. Aug. 1999  | 2    | Ironman Switzerland                             | Zürich         | 08:35:52 | |
| 2. Aug. 1998  | 1    | Ironman Switzerland                             | Zürich         | 08:23:07 | |
| 15. März 1998 | 3    | Ironman New Zealand                             | Auckland       | 08:49:27 | |
| 11. Aug. 1996 | 1    | Schweizer Triathlon-Meisterschaften Langdistanz | Zürich         |          | Zweiter beim Euroman hinter dem Deutschen Alexander Taubert – und damit Schweizer Triathlon-Meister auf der Langdistanz                           |
| 1. Okt. 1995  | 8    | ITU Triathlon Long Distance World Championships | Nizza          | 05:54:48 | |
| 1. Okt. 1994  | 1    | Almere-Triathlon                                | Almere         | 08:28:37 | Olivier Bernhard erzielt in Almere seinen ersten Sieg auf der Triathlon-Langdistanz (3,86 km Schwimmen, 180,2 km Radfahren und 42,195 km Laufen). |
| 1993          | 1    | Schweizer Triathlon-Meisterschaften             | Schweiz        |          | |
| 12. Sep. 1992 | 18   | ITU Triathlon World Championships               | Huntsville     | 01:51:23 | |
| 1992          | 1    | Schweizer Triathlon-Meisterschaften             | Schweiz        |          | |
| 1991          | 1    | Schweizer Triathlon-Meisterschaften             | Schweiz        |          | Schweizer Triathlon-Meister auf der olympischen Distanz (1,5 km Schwimmen, 40 km Radfahren und 9 km Laufen)                                       |

(DNF – Did Not Finish)